# Chapelle Saint-Antoine de Ploërmel
Pour les articles homonymes, voir Chapelle Saint-Antoine et Saint-Antoine.
La Chapelle Saint-Antoine est située au lieu-dit « Saint-Antoine », à Ploërmel dans le Morbihan.

## Historique

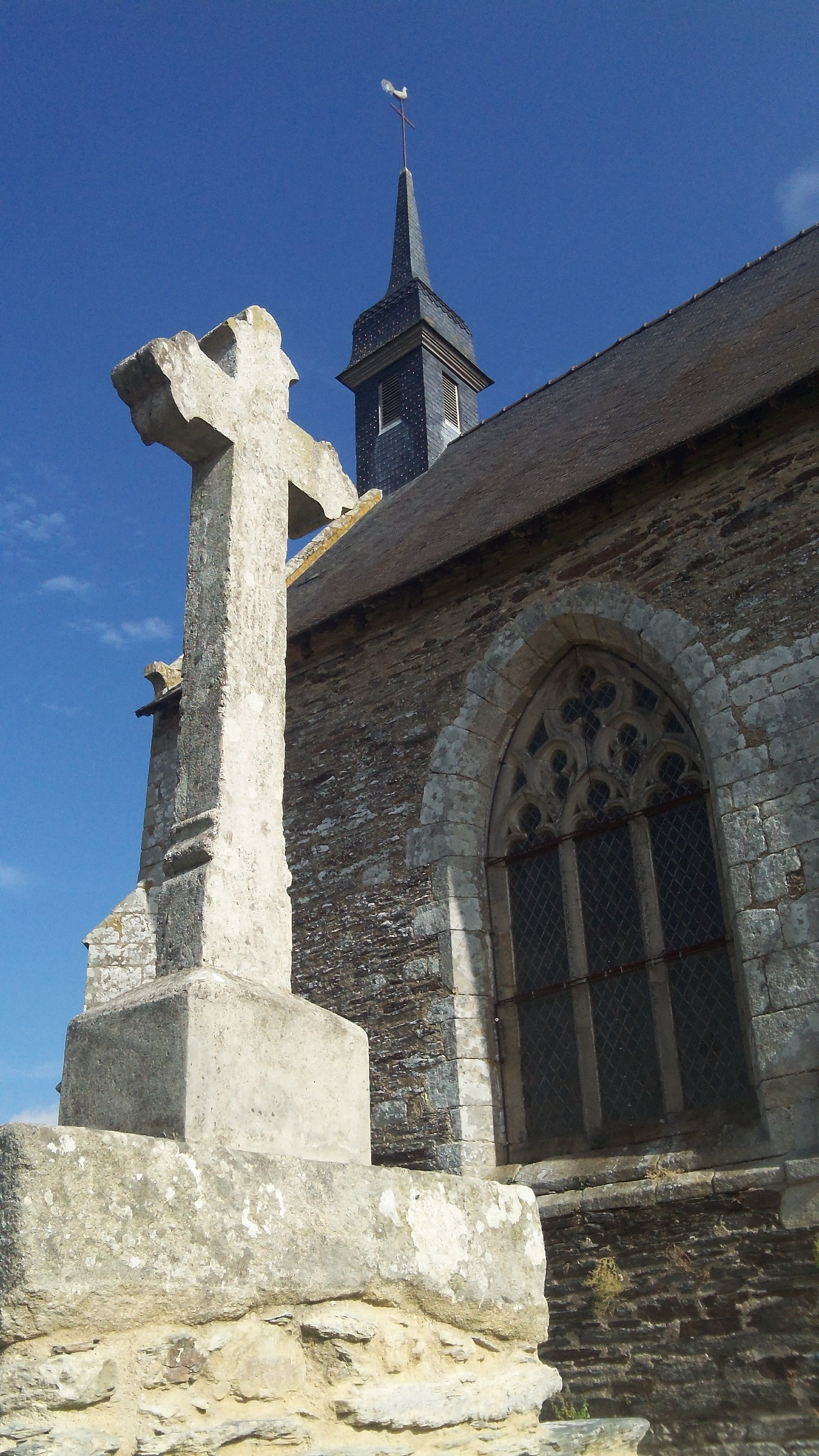
Croix située à côté de la chapelle.

La chapelle Saint-Antoine fait l’objet d’une inscription au titre des monuments historiques depuis le 25 septembre 1928.
La chapelle a été édifiée par le duc Jean V de Bretagne, comte de Montfort et de Richemont, en 1429. Elle est placée sous la protection de saint Antoine le Grand, guérisseur du " mal des ardents"  .
La tempête de 1987 a détruit le clocher de la chapelle sans en abîmer la cloche.